# Så som i himmelen (film, 1992)
För andra betydelser, se Så som i himmelen (olika betydelser).
Så som i himmelen (originaltitel: Svo á jörðu sem á himni) är en isländsk dramafilm från 1992 i regi av Kristín Jóhannesdóttir.

## Rollista (i urval)
- Christian Charmetant – Burte
- Valdimar Örn Flygenring – Kristjan
- Tinna Gunnlaugsdóttir – Mor
- Sigríður Hagalín – Mormor
- Daniel Agust Haraldsson
- Christophe Pinon – Gonidec
- Helgi Skúlason – Morfar
- Pierre Vaneck – Dr. Charcot